# Quai Auguste-Deshaies
Le quai Auguste-Deshaies est une voie importante d'Ivry-sur-Seine dans le Val-de-Marne.

## Situation et accès

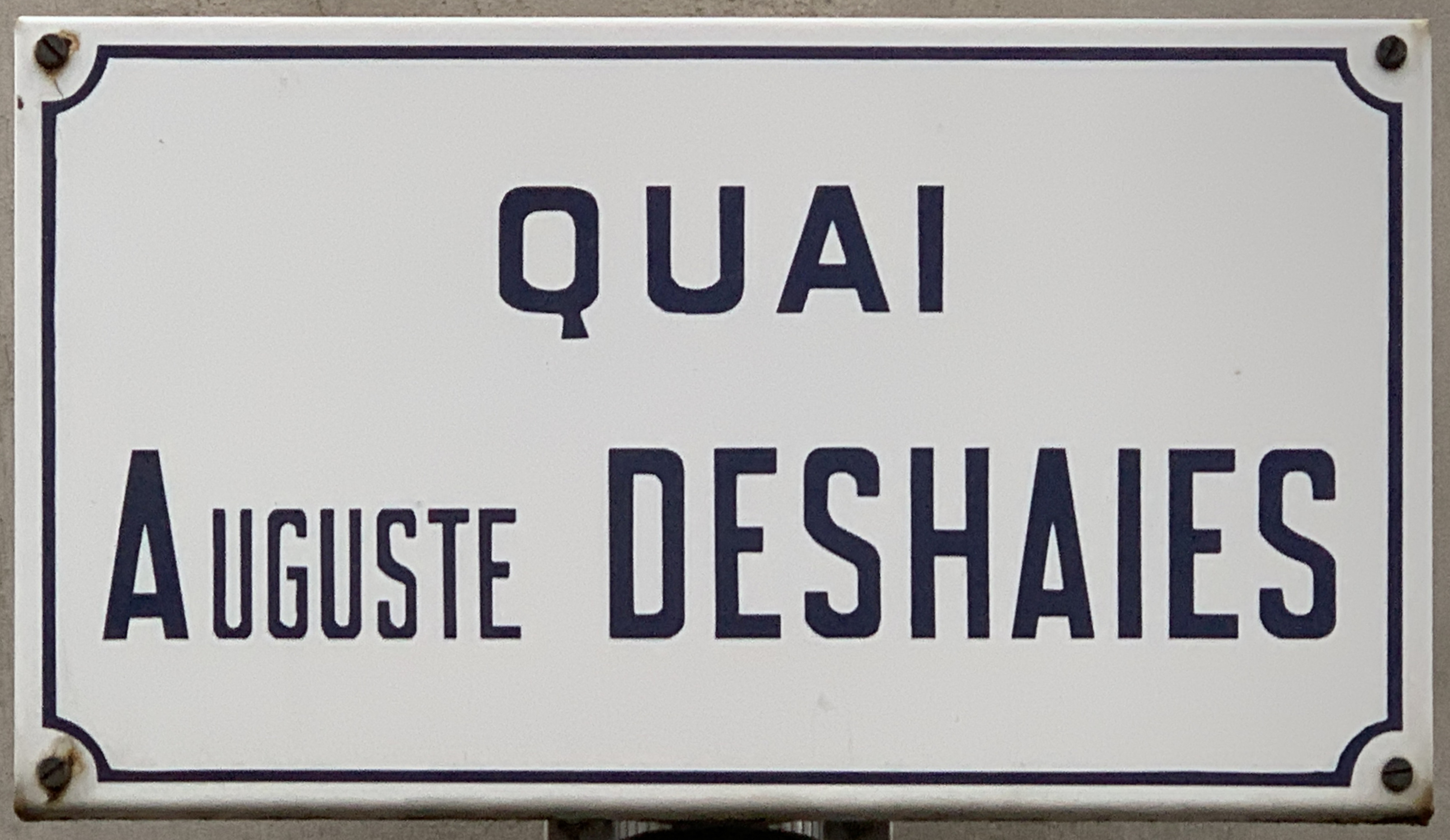
Plaque du quai.

Le quai Auguste-Deshaies commence son parcours au carrefour du pont Nelson-Mandela sud et de la rue Lénine. Suivant la route départementale 19A, puis la route départementale 152A, il forme une boucle au confluent de la Marne, et se termine au carrefour du pont d'Ivry et du boulevard du Colonel-Fabien. Il est accessible par la gare d'Ivry-sur-Seine.
Son tronçon au sud de la passerelle d'Ivry-Charenton fait partie de la véloroute EuroVelo 3.

## Origine du nom

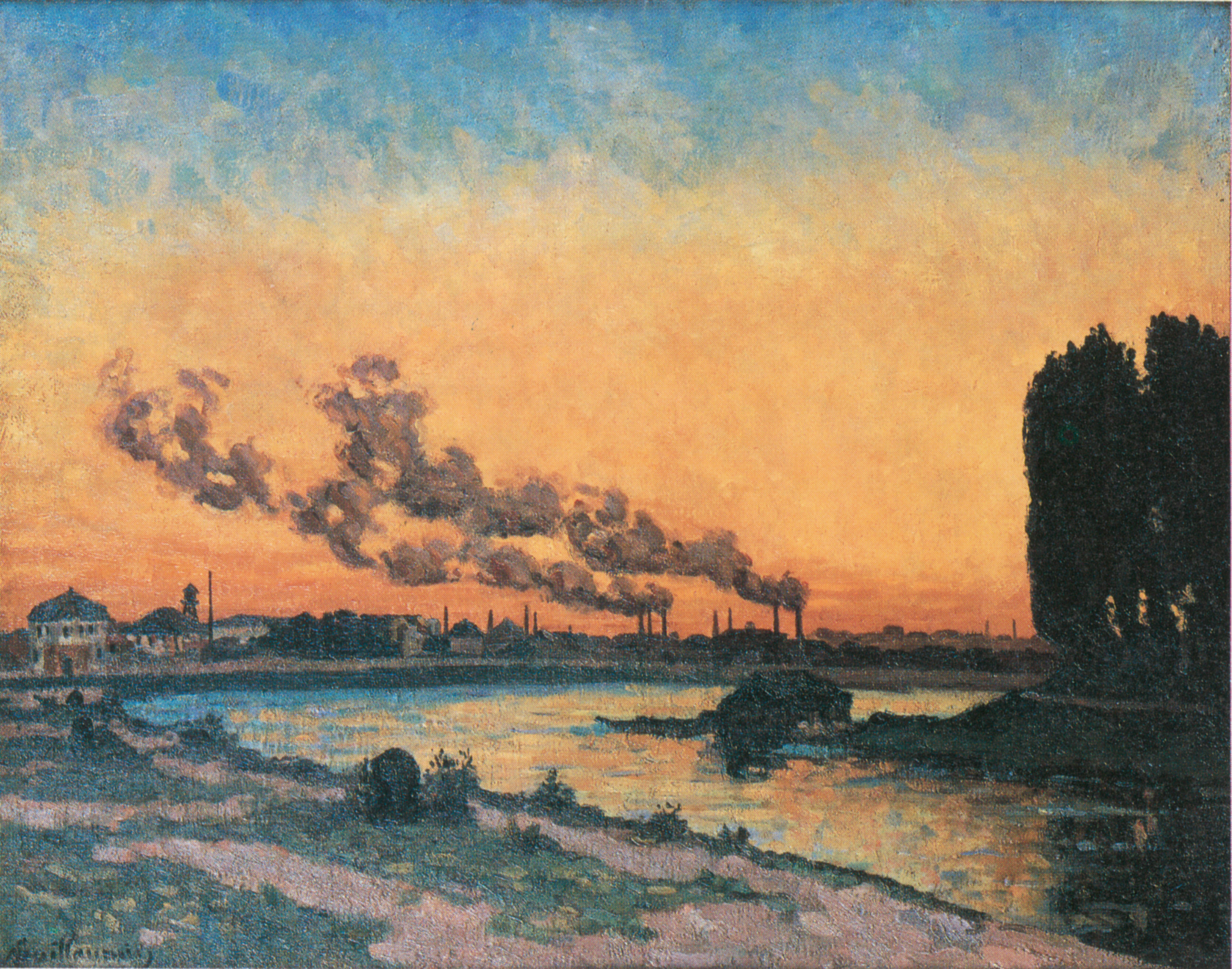
Soleil couchant à Ivry en 1869, Armand Guillaumin, musée d'Orsay.

Ce quai est nommé en hommage à Auguste Deshaies, ancien ouvrier, conseiller municipal, arrêté en novembre 1941 puis déporté à Auschwitz où il mourut en 1942. Sa femme Marguerite, née Rochelemagne, et son fils Jacques meurent également en déportation. C'est par la délibération du 27 juillet 1945 que le conseil municipal renomma quai Auguste-Deshaies l'ancien quai d'Ivry. La place Marguerite-Deshaies, au carrefour de l'avenue de l'Industrie, perpétue aussi la mémoire de son épouse.

## Historique

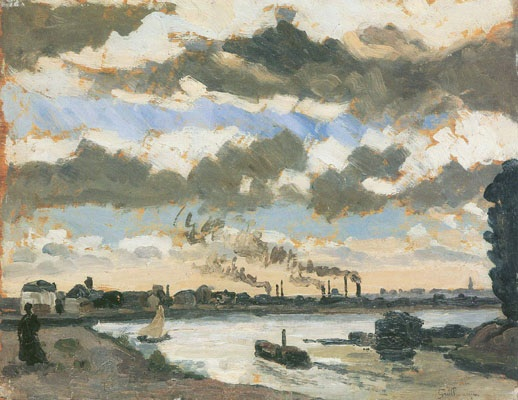
La Seine à Ivry, Armand Guillaumin.

L'existence de ce chemin permettant de descendre la Seine jusqu'à Paris est immémoriale. Jusqu'à ce que la motorisation de la circulation fluviale soit achevée, il fut utilisé récemment encore comme chemin de halage, ce dont témoigne la voie nommée chemin de Halage à la hauteur du pont du Port-à-l'Anglais.
Le XIXe siècle voit l'industrie lourde s'implanter dans les environs, profitant de la facilité de transports de marchandises qu'apporte le fleuve. C'est à cette époque qu'on voit s'élever ici de nombreuses usines, faisant perdre aux rives leur identité encore à taille humaine. Toutefois, la conjugaison des chemins de fer, du transport routier et de la désindustrialisation des années 1970 auront raison de ces activités. C'est à partir des années 2000 que l'urbanisme va redécouvrir le fleuve en tant que tel, par l'installation d'activités tertiaires et de loisir, éliminant progressivement les restes d'architecture industrielle.

## Bâtiments remarquables et lieux de mémoire

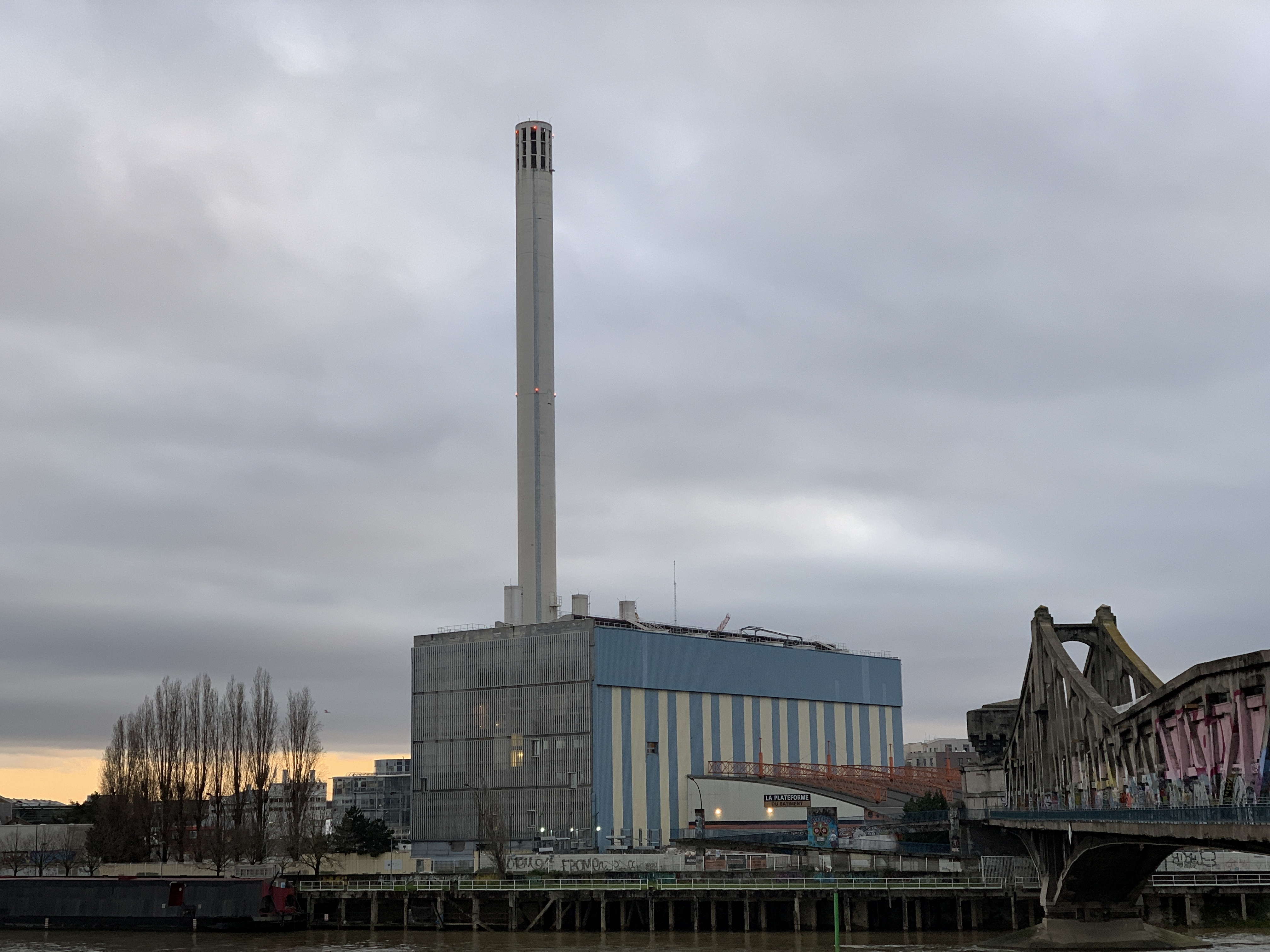
Usine de la CPCU, janvier 2021.

- Passerelle industrielle d'Ivry-Charenton, construite entre 1926 et 1929.
- ZAC Ivry Confluences[4].
- Port d'Ivry-sur-Seine[5], inauguré en 1899, plus ancien des ports gérés par l'établissement public Ports de Paris.
- Usine de la Compagnie parisienne de chauffage urbain.